# 羽曳野市立高鷲北小学校
羽曳野市立高鷲北小学校（はびきのしりつ たかわしきた しょうがっこう）は、大阪府羽曳野市にある公立小学校。
羽曳野市立高鷲小学校の規模が過大になったため、同校から分離する形で1980年に開校した。敷地は移転前の羽曳野市立高鷲中学校の旧敷地を転用した。なお、プールについては中学校時代から使用していたものを現在も使用している。

## 沿革
- 1977年〜1979年 - 高鷲小学校の分離校を、高鷲中学校移転後の敷地を使用して開設する計画が持ち上がる。
- 1979年11月14日 - 元高鷲中学校校舎改装の設計図が決定。この日を創立記念日とする。
- 1980年4月1日 - 羽曳野市立高鷲北小学校として開校。

## 交通
- 近鉄南大阪線 高鷲駅